# تارون خانا
تارون خانا (بالإنجليزية: Tarun Khanna)‏ هو اقتصادي ومؤلف أمريكي، ولد في 1968.